# Trương Minh Ký
Trương Minh Ký (張明記, 1855-1900), tự Thế Tải, hiệu Mai Nham, là nhà giáo, nhà báo, nhà văn, nhà soạn tuồng Việt Nam. Cũng như thầy mình là Trương Vĩnh Ký, ông có nhiều đóng góp quan trọng trong việc phát triển nền văn học Quốc ngữ, được xem là nhà văn viết chữ Quốc ngữ đầu tiên.

## Thân thế và sự nghiệp
Theo "Trương gia từ đường thế phả toàn tập" thì nguyên tổ của Trương Minh Ký "Trương Đạt, tự Văn phòng. Ông nguyên quán tỉnh Quảng Bình, phủ Quảng Ninh, huyện Khang Lộc (nay là Phong Lộc) tổng Hoàng Phổ, xã Trường Dục, thiên cư vào tỉnh Bình Định, phủ Quy Nhơn (nay là An Nhơn) huyện Tuy Viễn, tổng Thời Hòa (nay là Mỹ Thuận) thôn Nhơn Thuận (xưa là An Mỹ) lấy nghề nông làm nghiệp". Đệ nhất tổ của Trương Minh Ký là ông Trương Minh Kiều. Tuy gia tộc lập nghiệp tại Bình Định, nhưng "ông tổ đời một (1725-1778) tức người đầu tiên, đầu xuân Mậu Dần, vào khai canh tại Hanh Thông xã, thuộc Gò Vấp nay.". Danh tướng Trương Minh Giảng là hậu duệ đời thứ ba của dòng họ này, còn Trương Minh Ký là đời thứ 5.
Trương Minh Ký nguyên tên là Trương Minh Ngôn (張明言), sinh ngày 23 tháng 10 năm 1855 (nhằm giờ Thìn ngày 13 tháng 9 năm Ất Mão dưới thời Tự Đức) tại làng Hạnh Thông, thuộc tổng Bình Trị Hạ, huyện Bình Dương, tỉnh Gia Định (nay thuộc quận Gò Vấp, Thành phố Hồ Chí Minh). Sau này, khi được học với thầy Trương Vĩnh Ký (張永記), vì kính phục và muốn noi gương thầy nên đã thêm chữ Kỷ (己) vào sau tên Ngôn (言), đổi tên thành Trương Minh Ký (張明記).
Trương Minh Cẩn, cha của ông, vốn xuất thân từ gia đình buôn bán, là trưởng nam nhưng không nối nghiệp mà theo nghiệp nho. Trương Minh Cẩn có hai vợ, chính thất là bà Phạm Thị Nguyệt và kế thất là bà Đặng Thị Ký. Trương Minh Ký là con trai trưởng của Trương Minh Cẩn và Phạm Thị Nguyệt, có hai người em, một em gái (cùng mẹ) và một em trai (con bà kế thất). Mẹ ông cũng vốn là con dòng Nho giáo nhưng tiếc thay mất rất sớm, khi tuổi đời vừa tròn 25. Trương Minh Ký mồ côi mẹ khi tuổi mới lên 7, nhưng bù lại ông được cha chăm lo giáo dục chu đáo.

### Đi học
Ông bắt đầu học chữ Hán với cha và bà nội, học chữ Quốc ngữ với giáo sĩ Puginier Phước là người thành lập giáo xứ Hạnh Thông Tây cách nhà ông chừng hai cây số. Dù đều được giáo sĩ dạy chữ nhưng khác với hai tiền bối nổi danh cùng thời là Trương Vĩnh Ký và Huỳnh Tịnh Của, Trương Minh Ký không cải đạo theo Công giáo.
Là người cực kỳ thông tuệ nên Puginier Phước trước khi ra Bắc nhận nhiệm sở mới đã giới thiệu ông vào Trường Thông ngôn (Collège des Interprètes) và tại đây ông đã gặp được thầy giáo Trương Vĩnh Ký.
Sau đó, ông theo học tại trường Bổn quốc (Collège Chasseloup-Laubat) và đỗ Chứng chỉ Cao đẳng sư phạm (Brevet supérieur des instituteurs) vào năm 19 tuổi.

### Cộng tác với thực dân Pháp
Sau khi ra trường, Trương Minh Ký được giữ lại dạy chữ Hán sau khi tốt nghiệp trường Bổn quốc. Trước đó, ông từng làm trợ giáo ở trường Saigon (École normale de Saigon), tục gọi là trường Khải Tường. Năm 1874, được thăng hạng thành thầy giáo dạy giúp. Ông cũng được Trương Vĩnh Ký giới thiệu làm thông ngôn cho các quan chức thuộc địa Pháp, đồng thời làm giáo viên của Trường Sĩ Hoạn (Collège des administrateurs stagiaires).
Năm 1875, 20 tuổi, ông lập gia đình và có tổng cộng ba người vợ, mười ba người con, theo Trương gia từ đường thế phả toàn tập. Nhưng xét theo bản gia phả do chính ông lập thì chỉ thấy tên của bà chính thất là Nguyễn Thị Nhờ - con gái của quan tri huyện Nguyễn Như Cương, quê xã Bình Hòa. Kết quả của cuộc hôn nhân này là mười người con, sáu trai bốn gái.
Năm 1880, với vốn kiến thức rộng, tinh thông nhiều ngoại ngữ, ông được Thống đốc Nam Kỳ Charles Le Myre de Vilers tín nhiệm và giao phận sự dìu dắt mười học sinh trường Bổn quốc, trong đó có Nguyễn Trọng Quản, Diệp Văn Cương sang du học bậc Cao đẳng ở Alger. Ông đã sáng tác Như Tây nhựt trình là tác phẩm thơ trường thiên 2000 câu theo thể song thất lục bát ghi lại hành trình này.
Năm 1881, ông tham gia vào ban biên tập tờ Gia Định Báo (trước đó đã từng có khoảng thời gian dài cộng tác thời Trương Vĩnh Ký làm Chánh tổng tài). Nhiều nhà nghiên cứu khác cho rằng ông làm chủ bút tờ báo từ 1881-1896 như Phan Đăng Thanh - Trương Thị Hòa, Bằng Giang.
Dưới thời Trương Minh Ký, tờ báo chính thức trở thành công báo với hầu hết các trang đều đăng văn bản, nghị định... của chính quyền. Lúc này, Gia Định Báo có hai thay đổi căn bản. Một là, phần Công vụ báo có đăng nguyên văn biên bản các buổi họp của Hội đồng quản hạt Nam Kỳ (do vậy mà có khi báo tăng lên đến 20 trang). Đây là việc vô tiền khoáng hậu, bởi xưa nay các nhà chính trị không bao giờ muốn đưa những chuyện họ bàn bạc lên báo. Hai là, ở phần Thứ vụ, Tạp vụ có dành một phần nhỏ cho những sáng tác văn học, trở thành trang văn học đầu tiên trên báo chí Quốc ngữ nước ta. Hai truyện ngắn văn xuôi Tên chăn bò và Thằng ăn trộm với con heo, viết lại theo nội dung thơ La Fontaine của Trương Minh Ký in trên số ra ngày 1/12/1881 là những truyện đầu tiên của nền văn học chữ Quốc ngữ, giúp ông được mệnh danh là nhà văn Quốc ngữ đầu tiên. Sau này, ông cũng cộng tác tích cực với nguyệt san Thông loại khóa trình của Trương Vĩnh Ký.
Song song đó, có nghi vấn cho rằng Trương Minh Ký từng xuống làm việc tại Mỹ Tho, không rõ thời gian ông đến và đi nhưng theo Trương gia từ đường thế phả toàn tập thì người con thứ năm của ông đã được hạ sinh tại Mỹ Tho vào tháng 3/1883, có thể đây là thời điểm Trương Minh Ký đã ở và làm việc tại đó. Trong những năm tháng ở Mỹ Tho, ông đã giúp dân chúng Gò Công mở đường sá, xây dựng trường học, tạo điều kiện cho con em ở đó có cơ hội đến trường.
Năm 1885, ông dạy tiếng Pháp ở Trường Thông ngôn (Collège des interprètes) cùng Trương Vĩnh Ký.
Năm 1889, Trương Minh Ký làm thông ngôn cho phái đoàn của triều đình Huế đi sứ sang Pháp tham dự Hội Đấu xảo tại Paris. Ngày 3 tháng 7 năm 1889, ông được Huỳnh Quốc công Miên Triệu đặt cho biệt hiệu Thế Tải (世載). Kể từ đó, trong các sáng tác của ông, người ta thấy ông luôn đặt tên hiệu ngay trước tên mình, một phần cũng vì tên hiệu thể hiện được quan hệ thầy trò khăng khít giữa ông với Trương Vĩnh Ký: Của thầy là Sĩ Tải còn trò là Thế Tải. Cũng trong chuyến đi này, ông cho ra đời Chư quấc thại hội gồm 2000 câu song thất lục bát ghi nhận lại hành trình đã qua. Nhận thấy công lao cũng như vốn kiến thức uyên bác của Trương Minh Ký, ông được Pháp thưởng tước Hàn Lâm học sĩ (Officier d'Académie) cùng một món tiền. Khi về nước, ông được triều đình Thành Thái ban cho kim khánh trung hạng cùng cặp cống sa màu lục và màu hồng. Tuy nhiên, chưa thể kết luận chính xác loại kim khánh.
Sau chuyến đi, trở về Trương Minh Ký được bầu làm ủy viên Hội đồng thành phố Sài Gòn. Ông xin vào làng Tây và làm thông ngôn ngạch Tây (Tây chức thông sự) ở ty Phiên dịch Nam Kỳ từ năm 1890.
Năm 1897, ông làm chủ bút tờ Nam Kỳ cho đến giữa năm 1900, báo đóng cửa.
Trương Minh Ký ngã bệnh và mất đột ngột vào ngày 11 tháng 8 năm 1900 (tức ngày 17 tháng 7 năm Canh Tý), tại Chợ Lớn, thọ 45 tuổi. Mộ của ông được táng bên cạnh mộ vợ ở phía sau nhà thờ gia tộc họ Trương, nằm trong khuôn viên của nhà dân ở đường Nguyễn Văn Nghi, phường 7, Quận Gò Vấp, TP HCM. Ở đây dựng chiếc bia bằng đá hoa cương trên có ghi "CI GIT. Thế Tải Trương Minh Ký. Hàn lâm học sĩ, Tây chức thông sự".
Hiện tại, nhà mồ của Trương Minh Ký đã xuống cấp trầm trọng, chịu cảnh bốn bên lấn chiếm xây nhà. Tấm bia đá cũng đã bị mẻ góc trái trên, được dựng bên án thờ tạm bợ.

## Đánh giá
Nhà nghiên cứu văn học Bằng Giang:
Trương Minh Ký chẳng những là người mở đầu việc dịch thuật văn học Hán-Việt, mà còn là người đi tiên phong trong văn học dịch Pháp-Việt nữa.
TS. Phan Đăng Thanh và ThS. Trương Thị Hòa:
Cả ba nhà báo Việt Nam tiên phong (Trương Vĩnh Ký, Huỳnh Tịnh Của, Trương Minh Ký) đều là những công chức tận tụy cộng tác trong chế độ thuộc địa Pháp, đồng thời họ cũng là những học giả uyên thân, hoạt động xã hội tích cực, đem tài năng phục vụ mục tiêu mưu cầu tiến bộ cho đồng bào mình.

## Tên đường và tên trường
Từ thời Pháp thuộc, tên của Trương Minh Ký đã được đặt cho một ngôi trường tiểu học trên đường Trần Hưng Đạo. Năm 1957, trường được đổi tên thành Nguyễn Thái Học.
Ở Sài Gòn, tên của ông cũng từng được đặt cho một con đường từ cầu Trương Minh Giảng đến Lăng Cha Cả. Tuy vậy, đường này sau năm 1975 đã đổi tên thành đường Lê Văn Sỹ.
Hiện tại, có một con đường nhỏ mang tên ông ở quận Gò Vấp, Thành phố Hồ Chí Minh.

## Tác phẩm
1. Fables de la Fontaine. Truyện Phansa diễn ra quốc ngữ (S.: Guilland et Martinon, 1884 - 12 p.)
2. Riche et Pauvre. Phú bần truyện diễn ca (S.: Guilland et Martinon, 1885 - 24 p.; 0$20)
3. Fables de la Fontaine traduites en annamite pour la première fois. Truyện Phansa diễn ra quốc ngữ (S.: Rey et Curiol, 1886 - 80 p.; 0$50)
4. Leçon de langue annamite. Cours autographié au collège des Interprètes (et MM. Chéon) (1886?)
5. Les aventures de Télémaque de Fénélon, suive du Châu tử gia huấn (S.: Rey et Curiol, 1887 - 24 p.; 0$20)
6. Joseph, tragédie tirée de l'histoire sainte. Tuồng Joseph (S.: Rey et Curiol, 1888 - 16 p.; 0$10)
7. De Saigon à Paris. Như tây nhựt trình (S.: Rey et Curiol, 1889 - 64 p.; 0$50)
8. Exposition universelle de 1889. Chư quấc thại hội có hình (S.: Rey, Curiol & Cie, 1891 - 72 p.; 0$50) (1896, Deuxième édition)
9. Méthode pour apprendre le français et l'annamite, 1er partie. Tập dạy học tiếng Phansa và tiếng Annam (S.: Rey, Curiol & Cie, 1892 - 32 p.; 0$20)
10. Cours gradué de langue chinoise écrite. Ấu học khải mông (S.: Rey, Curiol & Cie, 1892 - 32 p.; 0$20)
11. Cours gradué de langue chinoise écrite. 2e partie. Ấu học khải mông (S.: Rey, Curiol & Cie, 1893 - 13, 19 p.; 0$20)
12. Cours gradué de langue française en 100 leçons. Pháp học tân lương (S.: Claude et Cie, 1893 - 312 p.; 3$00)
13. Cours gradué de langue française à l'usage des annamites (1895)
14. Préceptes de morale chinoise. Trị gia cách ngôn khuyến hiếu ca (S.: Rey, Curiol & Cie, 1895 - 15 p.; 0$10)
15. Syllabaire quốc-ngữ. Vần quốc-ngữ có hình (0$10)
16. Premières lectures enfantines. Quốc-ngữ sơ giai (S.: Rey et Curiol, 1895 - 8 p.; 0$10)
17. Trésor poétique chinois. Ca từ diển nghĩa (S.: Rey, Curiol & Cie, 1896 - 16 p.; 0$10)
18. Pétite étude chinoise écrite. Tiểu học gia ngôn (S.: Rey, Curiol & Cie, 1896 - 32 p.; 0$20)
19. Morceaux choisis de littérature chinoise. Quatrième partie du Cours gradué de langue chinoise écrite. Cổ văn chơn bữu (S.: Rey, Curiol & Cie, 1896 - 32 p.; 0$20)
20. Tragédie de Bá-ấp-khảo. Tuồng phong thần Bá-ấp-khảo (S.: Rey, Curiol & Cie, 1896, 3e éd. - 24 p.; 0$20)
21. Tragédie de Kim-vân-Kiều. Tuồng Kim-Vân-Kiều, ba thứ (S.: Rey, Curiol & Cie, 1896-1897 - 3 actes 72 p.; 1$00)
22. Entretiens sur la Piété filiale. Hiếu kinh diễn nghĩa, ba thứ tiếng (0$20)
23. Traité de versification annamite. Thi pháp nhập môn (S.: Rey, 1898 - 32 p.; 0$30)
24. Cours pratique et gradué de langue chinoise écrite. Hán học tân lương (S.: Rey, 1899 - 32 p.; 0$50)
25. Introduction à l'étude chinoise. Course gradué de langue chinoise écrite. 3e partie du maître. Tiểu học gia ngôn diễn nghĩa (S.: Rey, 1899 - vii, 65 p.)
26. Chanson annamite. Câu hát Annam (S. l. n. d – 32 p.; in-8°)